# Condado de Levy
O condado de Levy (em inglês:  Levy County) é um dos 67 condados do estado americano da Flórida. A sede do condado é Bronson e a localidade mais populosa é Williston. Foi fundado em 10 de março de 1845 e nomeado em homenagem a David Levy Yulee membro do Senado dos Estados Unidos entre 1845 e 1851 e entre 1855 e 1861.

## Geografia
De acordo com o United States Census Bureau, o condado possui uma área de 3 659 km², dos quais 2 896 km² estão cobertos por terra e 763 km² por água.

### Localidades
Municipalidades
- Bronson
- Cedar Key
- Chiefland
- Fanning Springs
- Inglis
- Otter Creek
- Williston
- Yankeetown

Não incorporadas
- Andrews
- East Bronson
- East Williston
- Manattee Road
- Williston Highlands

## Demografia

### Censo 2010
Segundo o censo nacional de 2010, o condado possui uma população de 40 801 habitantes e uma densidade populacional de 14 hab/km². Possui 20 123 residências, que resulta em uma densidade de 7 residências/km².
Das oito localidades incorporadas no condado, Williston é a mais populosa, com 2 768 habitantes, enquanto Cedar Key é a mais densamente povoada, com 282,3 hab/km². Otter Creek é a menos populosa, com 134 habitantes. De 2000 para 2010, a população de Williston cresceu 20% e a de Yankeetown reduziu em 20%. Apenas 4 localidades possuem população superior a mil habitantes.

### Censo 2000
Segundo o censo de 2000, o condado conta com 34.450 habitantes, 13.867 lares e 9.679 famílias residentes. A densidade populacional é de 12 hab/km² (31 hab/mi²). Há 16.570 unidades habitacionais com uma densidade por meio de 6 u.a./km² (15 u.a./mi²). A composição racial da população do condado é 85,88% Blanca, 10,97% Afroamericana ou Negra, 0,47% Nativa americana, 0,37% Asiática, 0,03% Das ilhas do Pacífico, 0,96% de Outras origens e 1,32% de dos ou mais raças. 3,89% da população é de origem Hispano ou Latino qualquer que seja sua raça de origem.
Dos 13.867 lares, em 27,40% deles vivem menores de idade, 53,40% estão formados por pares casados que vivem juntos, 11,80% são levados por uma mulher sem esposo presente e 30,20% não são famílias. 24,90% de todos os lares são formados por uma só pessoa e 11,60% deles incluem uma pessoa de mais de 65 anos. A média de habitantes por lar é de 2,44 e o tamanho médio das famílias é de 2,88 pessoas.
23,60% da população do condado tem menos de 18 anos, 6,90% tem entre 18 e 24 anos, 25,00% tem entre 25 e 44 anos, 26,60% tem entre 45 e 64 anos e 17,90% tem mais de 65 anos de idade. A media de idade é de 41 anos. Para cada 100 mulheres há 94,00 homens e para cada 100 mulheres de mais de 18 anos há 90,80 homens.
A renda média de um lar no condado é de USD 26.959, e a renda média de uma família é de USD 30.899. Os homens ganham em média USD 26.029 contra USD 20.252 para as mulheres. A renda per capita no condado é de USD 14.746. 18,60% da população e 15,00% das famílias têm ganhos abaixo do nível de pobreza. Da população total abaixo do nível de pobreza, 25,80% são menores de 18 e 12,90% são maiores de 65 anos.